# Szentkirály
Szentkirály is een plaats (község) en gemeente in het Hongaarse comitaat Bács-Kiskun. Szentkirály telt 1987 inwoners (2002).